# Myxotrichum setosum
Myxotrichum setosum är en lavart som först beskrevs av Eidam, och fick sitt nu gällande namn av G.F. Orr & Plunkett 1963. Myxotrichum setosum ingår i släktet Myxotrichum och familjen Myxotrichaceae.   Inga underarter finns listade i Catalogue of Life.